# Anthaxia occipitalis
Anthaxia occipitalis es una especie de escarabajo del género Anthaxia, familia Buprestidae. Fue descrita científicamente por Deyrolle en 1864.

## Distribución
Se distribuye por las ecozonas del Neártico, Neotrópico, región indomalaya, Paleártico y región afrotropical.